# Concierto Mágico
El Concierto Mágico es un concierto para guitarra y orquesta del compositor catalán Leonardo Balada. La Orquesta Sinfónica de Cincinnati y la Orquesta Sinfónica de Hartford le encargaron la obra, que el autor completó el año 1997; la Orquesta Sinfónica de Cincinnati fue la encargada de estrenarla el 13 de marzo de 1998, bajo la dirección de Jesús López-Cobos y con el virtuoso Ángel Romero como guitarrista solista. Se trata de un concierto con un alto carácter folclórico español.

## Estructura
Se trata de un concierto en tres movimientos, titulados de la siguiente manera:
- I. Sol
- II. Luna
- III. Duende

Este concierto ha significado una ruptura con el estilo del resto de conciertos para guitarra y orquesta, puesto que presenta muchos más rasgos folclóricos, y fue escrito en una época en la que Leonardo Balada se dedicó por completo a escribir obras de carácter folclórico español. En el primer movimiento, la orquesta simula la sonoridad y el ritmo del folclore español, haciendo que se mantenga un timbre similar al repique de palmas en la música gitana. En algunos fragmentos, la línea melódica de la guitarra se vuelve flamenca, algo que Balada considera que "está en contra de la identidad del instrumento". El segundo movimiento, como también ocurre en el Concierto para piano n.º 3, aporta un tono misterioso a la obra. El tercer movimiento es un zapateado y usa estructuras rítmicas en conformidad con el estilo de la pieza.